# Music for Cars Tour
“Music for Cars Tour”는 잉글랜드의 인디 록 밴드 The 1975의 콘서트 투어로, 밴드의 세 번째 정규 음반 “A Brief Inquiry into Online Relationships”의 홍보 일환으로 2018년 11월 30일 시작하였다. 24개월에 걸친 긴 월드 투어는 영국에서 2018년 11월 29일에 시작되었다. 이 투어는 시작 당시 발매할 예정이었던 네 번째 정규 음반이자 Music for Cars의 두 번째 파트인 “Notes on Conditional Form”의 홍보 일환이기도 하다. 하지만 코로나19 범유행으로 인해 2020년 3월 3일 갑작스럽게 투어가 중단되었고, 음반은 2020년 5월 22일 발매되었다. 이후 계획대로라면, 투어는 2021년 7월 10일 잉글랜드 런던에서 재개될 예정이다. 노 롬, 페일 웨이브스, 더 재패니즈 하우스, 비바두비 등의 가수가 게스트 또는 오프닝에 공연하였다.

## 세트 리스트

### 2019
이 세트리스트는 The 1975가 2020년에 진행한 런던의 O2 아레나의 세트리스트이다.
1. "The 1975 (ABIIOR)"
2. "People"
3. "Sex"
4. "TOOTIMETOOTIMETOOTIME"
5. "Me & You Together Song"
6. "Sincerity Is Scary"
7. "It's Not Living (If It's Not with You)"
8. "Menswear"
9. "If You're Too Shy (Let Me Know)"
10. "Love Me"
11. "I Couldn't Be More In Love"
12. "Guys"
13. "Robbers"
14. "Fallingforyou"
15. "Milk"
16. "Frail State Of Mind"
17. "The Birthday Party"
18. "I Like America & America Likes Me"
19. "Somebody Else"
20. "I Always Wanna Die (Sometimes)"
21. "The 1975 (NOACF)"
22. "Love It If We Made It"
23. "Chocolate"
24. "Give Yourself a Try"
25. "The Sound"

## 투어 스케줄
| 날짜              | 도시             | 국가                 | 장소 | 오프닝                                                  |
| 워밍업 쇼         | 워밍업 쇼        | 워밍업 쇼            | 워밍업 쇼 | 워밍업 쇼                                               |
| ----------------- | ---------------- | -------------------- | --- | ------------------------------------------------------- |
| 2018년 11월 29일  | 킹스턴           | 잉글랜드             | 프리즘 | 페일 웨이브스                                           |
| 2018년 11월 30일  | 킹스턴           | 잉글랜드             | 프리즘 | 페일 웨이브스                                           |
| 2018년 12월 4일   | 캠던             | 잉글랜드             | 더 바플리 | 페일 웨이브스                                           |
| UK & 아일랜드     |                  |                      | |                                                         |
| 2019년 1월 9일    | 벨파스트         | 북아일랜드           | 오디세이 컴플렉스 | 페일 웨이브스 노 롬                                     |
| 2019년 1월 10일   | 더블린           | 아일랜드             | 3아레나 |                                                         |
| 2019년 1월 12일   | 글래스고         | 스코틀랜드           | SSE 하이드로 |                                                         |
| 2019년 1월 14일   | 카디프           | 웨일스               | 모터포인트 아레나 |                                                         |
| 2019년 1월 16일   | 브라이턴         | 잉글랜드             | 브라이턴 센터 |                                                         |
| 2019년 1월 18일   | 런던             | 잉글랜드             | O2 아레나 |                                                         |
| 2019년 1월 19일   | 런던             | 잉글랜드             | O2 아레나 |                                                         |
| 2019년 1월 21일   | 엑서터           | 잉글랜드             | 웨스트포인트 아레나 |                                                         |
| 2019년 1월 23일   | 버밍엄           | 잉글랜드             | 아레나 버밍엄 |                                                         |
| 2019년 1월 24일   | 맨체스터         | 잉글랜드             | 맨체스터 아레나 |                                                         |
| 2019년 1월 25일   | 셰필드           | 잉글랜드             | 플라이DSA 아레나 |                                                         |
| 2019년 2월 18일   | 런던             | 잉글랜드             | 개러지 |                                                         |
| 2019년 2월 20일   | 런던             | 잉글랜드             | O2 아레나 |                                                         |
| 라틴 아메리카     |                  |                      | |                                                         |
| 2019년 3월 17일   | 멕시코시티       | 멕시코               | 포로 솔 | 폴스                                                    |
| 2019년 3월 20일   | 사포판           | 멕시코               | 텔멕스 오디토리움 | 폴스                                                    |
| 2019년 3월 22일   | 몬테레이         | 멕시코               | rowspan="8" data-sort-value="" style="background-color: var(--background-color-interactive, #ececec); color: var(--color-base, inherit); vertical-align: middle; text-align: center; " class="table-na" \| 빈칸                |                                                         |
| 2019년 3월 25일   | 리마             | 페루                 | 도모스 아트 |                                                         |
| 2019년 3월 28일   | 아순시온         | 파라과이             | 에스파시오 이데사 |                                                         |
| 2019년 3월 30일   | 부에노스아이레스 | 아르헨티나           | 이포드로모 데 산 이시드로 |                                                         |
| 2019년 3월 31일   | 산티아고         | 칠레                 | 파르케 오히긴스 |                                                         |
| 2019년 4월 4일    | 리우데자네이루   | 브라질               | 시르쿠 보아도르 |                                                         |
| 2019년 4월 5일    | 상파울루         | 브라질               | 아우토드로무 조제 카를루스 파스 |                                                         |
| 2019년 4월 7일    | 보고타           | 콜롬비아             | 캄포 데 골프 브리체뇨 18 |                                                         |
| 북아메리카        |                  |                      | |                                                         |
| 2019년 4월 10일   | 웨스트할리우드   | 미국                 | 록시 시어터 | 노 롬                                                   |
| 2019년 4월 12일   | 인디오           | 미국                 | data-sort-value="" style="background-color: var(--background-color-interactive, #ececec); color: var(--color-base, inherit); vertical-align: middle; text-align: center; " class="table-na" \| 빈칸                            |                                                         |
| 2019년 4월 15일   | 피닉스           | 미국                 | 코메리카 시어터 | 노 롬                                                   |
| 2019년 4월 16일   | 라스베이거스     | 미국                 | 더 조인트 | 노 롬                                                   |
| 2019년 4월 17일   | 웨스트할리우드   | 미국                 | 록시 시어터 | 노 롬                                                   |
| 2019년 4월 19일   | 인디오           | 미국                 | data-sort-value="" style="background-color: var(--background-color-interactive, #ececec); color: var(--color-base, inherit); vertical-align: middle; text-align: center; " class="table-na" \| 빈칸                            |                                                         |
| 2019년 4월 21일   | 샌타바버라       | 미국                 | 샌타바버라 볼 | 페일 웨이브스                                           |
| 2019년 4월 22일   | 샌프란시스코     | 미국                 | 빌 그레이엄 시빅 오디토리움 | 페일 웨이브스                                           |
| 2019년 4월 25일   | 시애틀           | 미국                 | 마우 시어터 | 페일 웨이브스                                           |
| 2019년 4월 26일   | 밴쿠버           | 캐나다               | 선더버드 스포츠 센터 | 페일 웨이브스                                           |
| 2019년 4월 27일   | 포틀랜드         | 미국                 | 포틀렌드 메모리얼 콜리시엄 | 노 롬                                                   |
| 2019년 4월 29일   | 오렘             | 미국                 | UCCU 센터 | 노 롬                                                   |
| 2019년 5월 2일    | 어빙             | 미국                 | 토요타 뮤직 팩토리 | 노 롬                                                   |
| 2019년 5월 4일    | 슈가 랜드        | 미국                 | 스마트 파이낸셜 센터 | 노 롬                                                   |
| 2019년 5월 5일    | 오스틴           | 미국                 | 오스틴360 앰피시어터 | 노 롬                                                   |
| 2019년 5월 6일    | 보너 스프링스    | 미국                 | 프로바이던스 메디컬 센터 앰피시어터 | 노 롬                                                   |
| 2019년 5월 7일    | 미애나폴리스     | 미국                 | 미애나폴리스 아머리 | 노 롬                                                   |
| 2019년 5월 8일    | 시카고           | 미국                 | 유나이티드 센터 | 노 롬                                                   |
| 2019년 5월 10일   | 밀워키           | 미국                 | 이글스 볼룸 | 페일 웨이브스                                           |
| 2019년 5월 11일   | 로체스터힐스     | 미국                 | 메도우 브룩 앰피시어터 | 페일 웨이브스                                           |
| 2019년 5월 12일   | 신시내티         | 미국                 | 리버벤드 뮤직 센터 | 페일 웨이브스                                           |
| 2019년 5월 14일   | 컬럼버스         | 미국                 | 익스프레스 라이브! | 페일 웨이브스                                           |
| 2019년 5월 15일   | 내쉬빌           | 미국                 | 어센드 앰피시어터 | 페일 웨이브스                                           |
| 2019년 5월 17일   | 걸프 쇼어스      | 미국                 | data-sort-value="" style="background-color: var(--background-color-interactive, #ececec); color: var(--color-base, inherit); vertical-align: middle; text-align: center; " class="table-na" \| 빈칸                            |                                                         |
| 2019년 5월 18일   | 애틀랜타         | 미국                 | 카던스 뱅크 앰피시어터 | 페일 웨이브스                                           |
| 2019년 5월 19일   | 샬럿             | 미국                 | 어비드스체인지 뮤직 팩토리 | 페일 웨이브스                                           |
| 2019년 5월 21일   | 워싱턴 D.C.      | 미국                 | 디 앤섬 | 페일 웨이브스                                           |
| 2019년 5월 22일   | 리치먼드         | 미국                 | 버지니아 크레딧 유니온 라이브! | 페일 웨이브스                                           |
| 2019년 5월 29일   | 데리언           | 미국                 | 데리언 레이크 퍼포밍 아츠 센터 | 페일 웨이브스                                           |
| 2019년 5월 30일   | 보스턴           | 미국                 | 아가니스 아레나 | 페일 웨이브스                                           |
| 2019년 6월 1일    | 뉴욕             | 미국                 | rowspan="2" data-sort-value="" style="background-color: var(--background-color-interactive, #ececec); color: var(--color-base, inherit); vertical-align: middle; text-align: center; " class="table-na" \| 빈칸                |                                                         |
| 2019년 6월 2일    | 신시내티         | 미국                 | 예트맨스 코브 |                                                         |
| 2019년 6월 3일    | 토론토           | 캐나다               | 버드아이저 스테이지 | 페일 웨이브스                                           |
| 유럽/중동         |                  |                      | |                                                         |
| 2019년 6월 7일    | 뉘르부르크       | 독일                 | 뉘르부르크링\| rowspan="3" data-sort-value="" style="background-color: var(--background-color-interactive, #ececec); color: var(--color-base, inherit); vertical-align: middle; text-align: center; " class="table-na" \| 빈칸 |                                                         |
| 2019년 6월 9일    | 뉘른베르크       | 독일                 | 체펠린펠트 |                                                         |
| 2019년 6월 10일   | 란드흐라프       | 네덜란드             | 핑크팝 뮤직 페스티벌 |                                                         |
| 2019년 6월 13일   | 코펜하겐         | 덴마크               | 탭1 | 더 재패니즈 하우스                                      |
| 2019년 6월 14일   | 오슬로           | 노르웨이             | rowspan="12" data-sort-value="" style="background-color: var(--background-color-interactive, #ececec); color: var(--color-base, inherit); vertical-align: middle; text-align: center; " class="table-na" \| 빈칸               |                                                         |
| 2019년 6월 28일   | 베르흐터르       | 벨기에               | 페스티벌파크 |                                                         |
| 2019년 6월 29일   | 스톡홀름         | 스웨덴               | 예르데트 |                                                         |
| 2019년 6월 30일   | 장크트갈렌       | 스위스               | 시터토벨 |                                                         |
| 2019년 7월 4일    | 그디니아         | 폴란드               | 그디니아-코사코보 공항 |                                                         |
| 2019년 7월 6일    | 투르쿠           | 핀란드               | 뤼살로 |                                                         |
| 2019년 7월 8일    | 비엔나           | 오스트리아           | 메타슈타트 |                                                         |
| 2019년 7월 11일   | 마드리드         | 스페인               | 발데베바스 |                                                         |
| 2019년 7월 13일   | 트렌친           | 슬로바키아           | 트렌친 공항 |                                                         |
| 2019년 7월 18일   | 세짐브라         | 포르투갈             | 메코 |                                                         |
| 2019년 7월 20일   | 베니카심         | 스페인               | 레신토 데 페스티발레스 |                                                         |
| 2019년 7월 26일   | 살라츠그리바     | 라트비아             | 즈베이니에쿠 파크 |                                                         |
| 2019년 7월 29일   | 상트페테르부르크 | 러시아               | A2 그린 | 더 재패니즈 하우스                                      |
| 2019년 7월 30일   | 모스크바         | 러시아               | 아드레날린 스타디움 | 더 재패니즈 하우스                                      |
| 2019년 8월 1일    | 키예프           | 우크라이나           | 아트자보드 플랫포르마 | 더 재패니즈 하우스                                      |
| 2019년 8월 6일    | 빌뉴스           | 리투아니아           | 빙기스 파크 | 더 재패니즈 하우스                                      |
| 2019년 8월 8일    | 부다페스트       | 헝가리               | rowspan="6" data-sort-value="" style="background-color: var(--background-color-interactive, #ececec); color: var(--color-base, inherit); vertical-align: middle; text-align: center; " class="table-na" \| 빈칸                |                                                         |
| 2019년 8월 10일   | 부프테아         | 루마니아             | 슈티르베이 도메인 |                                                         |
| 2019년 8월 14일   | 두바이           | 아랍 에미리트 공화국 | 코카콜라 아레나 |                                                         |
| 2019년 8월 23일   | 리딩             | 잉글랜드             | 리틀 존스 팜 |                                                         |
| 2019년 8월 24일   | 리즈             | 잉글랜드             | 브레이엄 파크 |                                                         |
| 2019년 8월 25일   | 글래스고         | 스코틀랜드           | 벨라휴스턴 파크 |                                                         |
| 아시아/오세아니아 |                  |                      | |                                                         |
| 2019년 9월 6일    | 서울특별시       | 대한민국             | 올림픽홀 | 노 롬                                                   |
| 2019년 9월 8일    | 홍콩             | 홍콩                 | 아시아월드-엑스포 | 노 롬                                                   |
| 2019년 9월 11일   | 파사이           | 필리핀               | 몰 오브 아시아 아레나 | 노 롬                                                   |
| 2019년 9월 13일   | 방콕             | 태국                 | 선더돔 | 노 롬                                                   |
| 2019년 9월 14일   | 방콕             | 태국                 | 선더돔 | 노 롬                                                   |
| 2019년 9월 16일   | 싱가포르         | 싱가포르             | 스타 퍼포밍 아츠 센터 | 노 롬                                                   |
| 2019년 9월 18일   | 오클랜드         | 뉴질랜드             | 스파크 아레나 | 노 롬                                                   |
| 2019년 9월 20일   | 멜버른           | 호주                 | 마거릿 코트 아레나 | 노 롬                                                   |
| 2019년 9월 21일   | 시드니           | 호주                 | ICC 시드니 시어터 | 노 롬                                                   |
| 2019년 9월 22일   | 브리즈번         | 호주                 | 리버스테이지 | 노 롬                                                   |
| 2019년 9월 25일   | 애들레이드       | 호주                 | 엔터테인먼트 센터 시어터 | 노 롬                                                   |
| 2019년 9월 27일   | 퍼스             | 호주                 | HBF 스타디움 | 노 롬                                                   |
| 2019년 9월 29일   | 자카르타         | 인도네시아           | 헬리패드 파킹 그라운드 | 바라수아라                                              |
| 아프리카          |                  |                      | |                                                         |
| 2019년 10월 4일   | 달링             | 남아프리카공화국     | rowspan="2" data-sort-value="" style="background-color: var(--background-color-interactive, #ececec); color: var(--color-base, inherit); vertical-align: middle; text-align: center; " class="table-na" \| 빈칸                |                                                         |
| 2019년 10월 6일   | 요하네스버그     | 남아프리카공화국     | 엘리스 파크 |                                                         |
| 유럽              |                  |                      | |                                                         |
| 2019년 11월 2일   | 파리             | 프랑스               | data-sort-value="" style="background-color: var(--background-color-interactive, #ececec); color: var(--color-base, inherit); vertical-align: middle; text-align: center; " class="table-na" \| 빈칸                            |                                                         |
| 북아메리카        |                  |                      | |                                                         |
| 2019년 11월 16일  | 캠던             | 미국                 | BB&T 파빌리온 | 무나 런드리 데이                                        |
| 2019년 11월 17일  | 캠던             | 미국                 | BB&T 파빌리온 | 무나 런드리 데이                                        |
| 2019년 11월 19일  | 롤리             | 미국                 | PNC 아레나\|rowspan="5" data-sort-value="" style="background-color: var(--background-color-interactive, #ececec); color: var(--color-base, inherit); vertical-align: middle; text-align: center; " class="table-na" \| 빈칸    |                                                         |
| 2019년 11월 20일  | 그린빌           | 미국                 | 본 스쿠 웰니스 아레나 |                                                         |
| 2019년 11월 22일  | 올랜도           | 미국                 | 올랜도 앰피시어터 |                                                         |
| 2019년 11월 23일  | 포트로더데일     | 미국                 | 포트로더데일 비치 |                                                         |
| 2019년 11월 24일  | 탬파             | 미국                 | 미드플로리다 크레딧 유니언 앰피시어터 |                                                         |
| 2019년 11월 26일  | 뉴올리언스       | 미국                 | UNO 레이크프론트 아레나 | 캣피시 앤 더 보틀맨                                     |
| 2019년 11월 27일  | 그랜드프레리     | 미국                 | rowspan="2" data-sort-value="" style="background-color: var(--background-color-interactive, #ececec); color: var(--color-base, inherit); vertical-align: middle; text-align: center; " class="table-na" \| 빈칸                |                                                         |
| 2019년 11월 29일  | 털사             | 미국                 | BOK 센터 |                                                         |
| 2019년 12월 1일   | 브룸필드         | 미국                 | 퍼스트뱅크 센터 | 아이 돈트 노 하우 벗 데이 파운드 미                     |
| 2019년 12월 2일   | 솔트레이크시티   | 미국                 | rowspan="2" data-sort-value="" style="background-color: var(--background-color-interactive, #ececec); color: var(--color-base, inherit); vertical-align: middle; text-align: center; " class="table-na" \| 빈칸                |                                                         |
| 2019년 12월 3일   | 라스베이거스     | 미국                 | 더 첼시 앳 더 코스모폴리턴 |                                                         |
| 2019년 12월 5일   | 샌디에이고       | 미국                 | 페창가 아레나 | 캣피시 앤 더 보틀맨 아이 돈트 노 하우 벗 데이 파운드 미 |
| 2019년 12월 6일   | 새크라멘토       | 미국                 | 골든 1 센터\|rowspan="4" data-sort-value="" style="background-color: var(--background-color-interactive, #ececec); color: var(--color-base, inherit); vertical-align: middle; text-align: center; " class="table-na" \| 빈칸   |                                                         |
| 2019년 12월 7일   | 산호세           | 미국                 | SAP 센터 |                                                         |
| 2019년 12월 10일  | 시애틀           | 미국                 | 마우 시어터 |                                                         |
| 2019년 12월 12일  | 시카고           | 미국                 | 아라곤 볼룸 |                                                         |
| 2019년 12월 13일  | 인디애나폴리스   | 미국                 | 인디애나 파머스 콜리시엄 |                                                         |
| 오세아니아        |                  |                      | |                                                         |
| 2020년 1월 27일   | 오클랜드         | 뉴질랜드             | rowspan="6" data-sort-value="" style="background-color: var(--background-color-interactive, #ececec); color: var(--color-base, inherit); vertical-align: middle; text-align: center; " class="table-na" \| 빈칸                |                                                         |
| 2020년 2월 1일    | 브리즈번         | 호주                 | 브리스번 쇼그라운즈 |                                                         |
| 2020년 2월 2일    | 시드니           | 호주                 | 도메인 |                                                         |
| 2020년 2월 7일    | 애들레이드       | 호주                 | 하츠 밀 |                                                         |
| 2020년 2월 8일    | 멜버른           | 호주                 | 풋스케어리 파크 |                                                         |
| 2020년 2월 9일    | 프리맨틀         | 호주                 | 에스플레네이드 리저브 & 웨스트 엔드 |                                                         |
| 유럽              |                  |                      | |                                                         |
| 2020년 2월 15일   | 노팅엄           | 잉글랜드             | 모터포인트 아레나 | 비바두비                                                |
| 2020년 2월 16일   | 뉴캐슬           | 잉글랜드             | 유틸리타 아레나 | 비바두비                                                |
| 2020년 2월 17일   | 리즈             | 잉글랜드             | 퍼스트 다이렉트 아레나 | 비바두비                                                |
| 2020년 2월 19일   | 본머스           | 잉글랜드             | 본머스 인터내셔널 센터 | 비바두비                                                |
| 2020년 2월 21일   | 런던             | 잉글랜드             | O2 아레나 | 비바두비                                                |
| 2020년 2월 22일   | 런던             | 잉글랜드             | O2 아레나 | 비바두비                                                |
| 2020년 2월 23일   | 카디프           | 웨일스               | 모터포인트 아레나 | 비바두비                                                |
| 2020년 2월 25일   | 버밍엄           | 잉글랜드             | 아레나 버밍엄 | 비바두비                                                |
| 2020년 2월 26일   | 리버풀           | 잉글랜드             | M&S 뱅크 아레나 | 비바두비                                                |
| 2020년 2월 28일   | 맨체스터         | 잉글랜드             | 맨체스터 아레나 | 비바두비                                                |
| 2020년 2월 29일   | 애버딘           | 스코틀랜드           | P&J 라이브 | 비바두비                                                |
| 2020년 3월 1일    | 글래스고         | 스코틀랜드           | SSE 하이드로 | 비바두비                                                |
| 2020년 3월 3일    | 더블린           | 아일랜드             | 3아레나 | 비바두비                                                |

## 세트리스트
2020년 2월 15일 잉글랜드 노팅엄에서 열린 콘서트의 센트리스트이다. 모든 공연이 이 세트리스트로 진행되지는 않는다.
1. "People"
2. "Sex"
3. "TOOTIMETOOTIMETOOTIME"
4. "Me & You Together Song"
5. "Sincerity Is Scary"
6. "It's Not Living (If It's Not with You)"
7. "If You're Too Shy (Let Me Know)"
8. "Love Me"
9. "I Couldn't Be More in Love"
10. "Guys"
11. "Robbers"
12. "Fallingforyou"
13. "Milk"
14. "Lostmyhead"
15. "Frail State of Mind"
16. "I Like America & America Likes Me"
17. "Somebody Else"
18. "I Always Wanna Die (Sometimes)"
19. "Love It If We Made It"
20. "Paris"
21. "Chocolate"
22. "Give Yourself a Try"
23. "The Sound"

### 내용주
1. ↑  투어는 2021년 7월 11일 종료되기로 계획됐으나, 코로나-19 범유행으로 인하여 2020년 3월 3일 공연을 마지막으로 끝났다.
2. ↑  149회는 실제로 공연한 횟수이며, 계획된 공연 수는 167개였다.

### 참조주
1. ↑  “The 1975 - Europe 2019 Summer Tour Dates”. 《The 1975》. 2019년 7월 5일. 2019년 7월 5일에 확인함.[깨진 링크] Alt URL 보관됨 2019-07-05 - 웨이백 머신
2. ↑  “The 1975 - Asia 2019 Fall Tour Dates”. 《The 1975》. 2019년 7월 5일. 2019년 7월 5일에 원본 문서에서 보존된 문서.
3. ↑  “The 1975 announce Beabadoobee as UK tour support”. 《DIY》 (영어). 2019년 11월 20일. 2019년 12월 2일에 확인함.
4. ↑  “The 1975 Setlist at Motorpoint Arena, Nottingham”. 《setlist.fm》.